# Jessica Woodworth
Jessica Woodworth est une réalisatrice, scénariste et productrice américaine née en  1971.

## Biographie
Jessica Woodworth, américaine de naissance, vit en Belgique. Elle a fait trois films en collaboration avec Peter Brosens.

## Filmographie

### Réalisatrice
- 1999 : Urga Song, documentaire
- 2002 : The Virgin Diaries, documentaire
- 2006 : Khadak
- 2009 : Altiplano
- 2012 : La Cinquième Saison
- 2016 : King of the Belgians

### Scénariste
- 1998 : State of Dogs
- 2006 : Khadak
- 2009 : Altiplano
- 2012 : La Cinquième Saison
- 2012 : Hot in Cleveland, Saison 4 - Épisode 16 (série TV)
- 2016 : King of the Belgians

### Productrice
- 2009 : Altiplano
- 2012 : La Cinquième Saison
- 2016 : King of the Belgians

## Distinctions

### Récompenses
- 2006 : Prix Luigi-De-Laurentis pour la meilleure première œuvre à la Mostra de Venise pour Khadak

### Nominations
- 2012 : Lion d'Argent - Prix de la mise en scène à la Mostra de Venise pour La Cinquième Saison
- 2014 : Meilleur scénario original ou adaptation pour La Cinquième Saison